# Alice Picard
Pour les articles homonymes, voir Picard (homonymie).
 (octobre 2018).
Alice Picard, née en 1975 à Bordeaux, est une dessinatrice et une coloriste française de bande dessinée.

## Biographie
Elle étudie aux Gobelins et à l'issue de sa formation, entre aux studios Disney et travaille pendant un an et demi comme intervalliste sur le film Tarzan. Puis, elle intègre la société éditrice de jeux vidéo Kalisto pour faire de l'animation 3D. En 2002 elle rencontre le scénariste Éric Corbeyran qui, après avoir vu ses dessins, lui propose d'animer la série Weëna, dont le premier tome Atavisme sort en 2003, et qui compte au total huit volumes. En 2008, elle reçoit le prix d'encouragement du Manga pour l'album Okhéania 1.

## Œuvre
- 2003 : Weëna - t.  1 : Atavisme, Éric Corbeyran (scénario), Alice Picard (dessin), Alice Picard (couleur), Delcourt, collection Terres de Légendes, 46 p.  (ISBN 2-84055-837-8)
- 2004 : Weëna - t.  2 : Épreuve, Éric Corbeyran (scénario), Alice Picard (dessin), Alice Picard (couleur), Delcourt, collection Terres de Légendes, 46 p.  (ISBN 2-84789-105-6)
- 2005 : Weëna - t.  3 : Résurgence, Éric Corbeyran (scénario), Alice Picard (dessin), Elsa Brants (couleur), Delcourt, collection Terres de Légendes, 46 p.  (ISBN 2-84789-661-9)
- 2005 : Weëna - t.  4 : Union, Éric Corbeyran (scénario), Alice Picard (dessin), Elsa Brants (couleur), Delcourt, collection Terres de Légendes, 46 p.  (ISBN 2-84789-929-4)
- 2007 : Weëna - t.  5 : Bataille, Éric Corbeyran (scénario), Alice Picard (dessin), Elsa Brants (couleur), Delcourt, collection Terres de Légendes, 46 p.  (ISBN 978-2-7560-0337-5)
- 2008 : Weëna - t.  6 : Voyage, Éric Corbeyran (scénario), Alice Picard (dessin), Elsa Brants (couleur), Delcourt, collection Terres de Légendes, 46 p.  (ISBN 978-2-7560-0984-1)
- 2008 : Okhéania - t.  1 : Le tsunami, Éric Corbeyran (scénario), Alice Picard (dessin), Elsa Brants (couleur), Dargaud, 80 p.  (ISBN 978-2-505-00263-5)
- 2008 : Okhéania - t.  2 : La chute, Éric Corbeyran (scénario), Alice Picard (dessin), Elsa Brants (couleur), Dargaud, 78 p.  (ISBN 978-2505004653)
- 2009 : Okhéania - t.  3 : Les profondeurs, Éric Corbeyran (scénario), Alice Picard (dessin), Elsa Brants (couleur), Dargaud, 82 p.  (ISBN 978-2-505-00661-9)
- 2009 : Carnet d'auteur, Alice Picard, Snorgleux Eds,
- 2010 : Weëna - t.  7 : Destination, Éric Corbeyran (scénario), Alice Picard (dessin), Elsa Brants (couleur), Delcourt, collection Terres de Légendes, 46 p.  (ISBN 978-2-7560-1553-8)
- 2011 : Okhéania - t.  4 : L'île, Éric Corbeyran (scénario), Alice Picard (dessin), Elsa Brants (couleur), Dargaud, 64 p.  (ISBN 978-2-505-00937-5)
- 2012 : Weëna - t.  8 : Union, Éric Corbeyran (scénario), Alice Picard (dessin), Elsa Brants (couleur), Delcourt, collection Terres de Légendes, 46 p.  (ISBN 978-2-7560-1982-6)
- 2015 : La Légende de Noor - t.  1 : Le Sacrifice d'Hooskan, Eric Corbeyran et Alice Picard (scénario), Alice Picard (dessin et couleurs), Delcourt, collection Terres de Légendes, 56 p.
- 2018 : Les Mythics - t.  2 : Parvati, Patrick Sobral, Patricia Lyfoung et Philippe Ogaki (scénario), Alice Picard (dessin), Magali Piallat (couleurs), Delcourt, collection Jeunesse, 46 p.  (ISBN 978-2-413-00196-6)